# Форт-Вейн
Форт-Вейн (англ. Fort Wayne) — місто (англ. city) в США, в окрузі Аллен на північному сході штату Індіана, приблизно за 32 км на захід від кордонів штату Огайо і 80 км на південь від кордонів штату Мічиган. Місто положене над річками Сент-Мерис й Сент-Джозеф, що утворюють у центрі міста річку Маупі.
Населення — 263 886 осіб (2020), друге за величиною місто в штаті Індіана, після Індіанаполіса. Населення агломерація міста 414315 осіб (2009 рік); населення конурбації Форт-Вейн-Хантінґтон-Обурн — 610015 осіб (2009 рік).
Господарство Форт-Вейна базується на виробництві, освіті, страхуванні, охороні здоров'я і логістиці.
Місто на Всеамериканському конкурсі міс та містечок здобувало титул «All-America City Award» в 1982, 1998 і 2009.

## Географія
Форт-Вейн розташований за координатами 41°5′17″ пн. ш. 85°8′38″ зх. д. / 41.08806° пн. ш. 85.14389° зх. д. (41.088173, -85.143880). За даними Бюро перепису населення США в 2010 році місто мало площу 287,05 км², з яких 286,50 км² — суходіл та 0,55 км² — водойми.

### Клімат
| Клімат : Форт-Вейн                                  | Клімат : Форт-Вейн | Клімат : Форт-Вейн | Клімат : Форт-Вейн | Клімат : Форт-Вейн | Клімат : Форт-Вейн | Клімат : Форт-Вейн | Клімат : Форт-Вейн | Клімат : Форт-Вейн | Клімат : Форт-Вейн | Клімат : Форт-Вейн | Клімат : Форт-Вейн | Клімат : Форт-Вейн | Клімат : Форт-Вейн |
| Показник                                            | Січ.               | Лют.               | Бер.               | Квіт.              | Трав.              | Черв.              | Лип.               | Серп.              | Вер.               | Жовт.              | Лист.              | Груд.              | Рік                |
| Абсолютний максимум, °C                             | 20,6               | 22,8               | 30,6               | 32,2               | 36,1               | 41,1               | 41,1               | 38,9               | 37,8               | 32,8               | 26,1               | 21,7               | 41,1               |
| Середній максимум, °C                               | 0,2                | 2,4                | 8,9                | 16,2               | 22,1               | 27,2               | 29,1               | 27,9               | 24,4               | 17,4               | 9,9                | 2,3                | 15,7               |
| Середній мінімум, °C                                | −8,1               | −6,5               | −1,8               | 3,8                | 9,6                | 15,2               | 17,1               | 16,0               | 11,4               | 5,4                | 0,5                | −5,5               | 4,8                |
| Абсолютний мінімум, °C                              | −31,1              | −28,3              | −23,3              | −13,9              | −2,8               | 2,2                | 3,3                | 3,3                | −1,7               | −7,2               | −18,3              | −27,8              | −31,1              |
| Середня кількість сонячних годин на місяць          | 148,5              | 158,5              | 206,3              | 251,4              | 311,9              | 340,0              | 347,0              | 318,2              | 258,1              | 207,6              | 124,2              | 108,2              | 2779,9             |
| Норма опадів, мм                                    | 57                 | 52                 | 69                 | 89                 | 108                | 106                | 108                | 92                 | 71                 | 72                 | 78                 | 70                 | 974                |
| Днів з опадами                                      | 12,6               | 10,1               | 12,2               | 12,9               | 13,0               | 10,9               | 9,8                | 9,4                | 9,1                | 9,7                | 11,2               | 13,0               | 133,9              |
| Днів зі снігом                                      | 9,5                | 6,9                | 4,1                | 1,0                | 0,0                | 0,0                | 0,0                | 0,0                | 0,0                | 0,2                | 2,6                | 8,2                | 32,5               |
| Вологість повітря, %                                | 75.7               | 74.3               | 71.7               | 66.2               | 65.5               | 66.3               | 69.4               | 73.3               | 73.2               | 71.5               | 76.0               | 78.9               | 71.8               |
| --------------------------------------------------- | ------------------ | ------------------ | ------------------ | ------------------ | ------------------ | ------------------ | ------------------ | ------------------ | ------------------ | ------------------ | ------------------ | ------------------ | ------------------ |
| Джерело: NOAA (relative humidity and sun 1961–1990) |                    |                    |                    |                    |                    |                    |                    |                    |                    |                    |                    |                    |                    |

## Демографія
Згідно з переписом 2010 року, у місті мешкала 253 691 особа в 101 585 домогосподарствах у складі 63 001 родини. Густота населення становила 884 особи/км². Було 113541 помешкання (396/км²).
Расовий склад населення:
| - 73,6 % — білих - 15,4 % — чорних або афроамериканців - 3,3 % — азіатів - 0,4 % — корінних американців - 0,1 % — вихідців з тихоокеанських островів - 3,7 % — осіб інших рас |

До двох чи більше рас належало 3,5 %. Частка іспаномовних становила 8,0 % від усіх жителів.
За віковим діапазоном населення розподілялося таким чином: 26,4 % — особи молодші 18 років, 61,6 % — особи у віці 18—64 років, 12,0 % — особи у віці 65 років та старші. Медіана віку мешканця становила 34,5 року. На 100 осіб жіночої статі у місті припадало 93,8 чоловіків; на 100 жінок у віці від 18 років та старших — 90,9 чоловіків також старших 18 років.
Середній дохід на одне домашнє господарство становив 58 360 доларів США (медіана — 43 774), а середній дохід на одну сім'ю — 69 735 доларів (медіана — 54 837). Медіана доходів становила 42 677 доларів для чоловіків та 33 585 доларів для жінок. За межею бідності перебувало 19,0 % осіб, у тому числі 28,6 % дітей у віці до 18 років та 7,4 % осіб у віці 65 років та старших.
Цивільне працевлаштоване населення становило 118 445 осіб. Основні галузі зайнятості: освіта, охорона здоров'я та соціальна допомога — 23,1 %, виробництво — 17,8 %, роздрібна торгівля — 12,4 %, мистецтво, розваги та відпочинок — 10,3 %.

## Міста-побратими
- Такаока, Японія (1977)
- Плоцьк, Польща (1990)
- Гера, Німеччина (1992)
- Taizhou, КНР (2012)

## Персоналії
- Левицький Осип — український військовий та громадський діяч, начальник «Пресової кватири» НКГА УГА. Помер у місті.
- Керол Ломбард (1908-1942) — американська актриса.